# Carex foraminatiformis
Carex foraminatiformis är en halvgräsart som beskrevs av Yan Cheng Tang och S.Yun Liang. Carex foraminatiformis ingår i släktet starrar, och familjen halvgräs. Inga underarter finns listade i Catalogue of Life.